# Девенс, Энрике
Энрике Сарменге Девенс (порт. Henrique Sarmengue Devens; род. 20 июня 1997, Аракрус, Эспириту-Санту) — бразильский и люксембургский футболист, нападающий костанайского «Тобола».

## Карьера

### Начало карьеры
Начинал футбольную карьеру в таких бразильских клубах как «Кашиас», «Аракрус», Реал Нороэсте и «Эспириту-Санту». Позже футболист переехал в США, где поступил в университет по специальности маркетолога. Также футболист продолжал играть в футбол на любительском уровне в Лиге два ЮСЛ и студенческих чемпионатах, представляя такие клубы как «Три-Ситис», «Таскулум Пионерс» и «Зе Виладжес». В 2020 году футболист завершил свою американскую карьеру, закончив обучение в университете. В начале 2021 года футболист перешёл в литовский клуб «Бабрунгас», где за 13 матчей во всех турнирах отличился 14 забитыми голами и 2 результативными передачами.

### «Дайнава»
В июле 2021 года футболист на правах арендного соглашения присоединился к литовскому клубу «Дайнава». Дебютировал за клуб 1 июля 2021 года в матче против клуба «Паневежис», выйдя на замену на 67 минуте и отличившись своим дебютным забитым голом. Футболист смог быстро закрепиться в основной команде литовского клуба. В матче 29 августа 2021 года против клуба «Жальгирис» футболист отличился забитым дублем. На протяжении сезона футболист был в клубе одним из основных игроков клуба, отличившись 3 забитыми голами и результативной передачей. По итогу сезона футболист вместе клубом заняли итоговое предпоследнее место и вылетели в Первую лигу. В следующем сезоне футболист остался в клубе, за который отличился 7 забитыми голами и 7 голевыми передачами.

### «Крумовград»
В июле 2022 года футболист перешёл в болгарский клуб «Крумовград». Дебютировал за клуб футболист 23 июля 2022 года в матче против петричского клуба «Беласица», выйдя на замену на 81 минуте. Первоначально футболист быстро смог закрепиться в основной команде болгарского клуба, однако затем в конце сентября 2022 года выбыл из распоряжения клуба, лишь дважды оказавшись на скамейке запасных, результативными действиями так и не отличившись. В начале 2023 года футболист покинул болгарский клуб, расторгнув контракт по соглашению сторон.

### «Трансинвест»
В марте 2023 года присоединился к литовскому клубу «Трансинвест» на правах свободного агента. Дебютировал за клуб 11 марта 2023 года в матче против клуба «Няптунас», выйдя на поле в стартовом составе. Дебютным забитым голом за клуб отличился 25 марта 2023 года в матче против клуба «Кауно Жальгирис B». Своим первым в сезоне забитым дублем отличился 3 июня 2023 года в матче против клуба «Бабрунгас». Вместе с клубом стал обладателем Кубка Литвы, где в финале 1 октября 2023 года победили клуб «Шяуляй». Также вместе с клубом стал победителем Первой лиги, получив прямое повышение в высший дивизион. Сам же стал лучшим бомбардиром чемпионата с 22 забитыми голами. Всего же за сезон успел отличиться 24 забитыми голами и 10 результативными передачами во всех турнирах.
В декабре 2023 года стало известно, что продолжит выступать в клубе в новом сезоне. Новый сезон начал 25 февраля 2024 года с поражения за Суперкубок Литвы против клуба «Паневежис», которому уступили в серии пенальти. Первый матч в чемпионате сыграл 3 марта 2024 года против клуба «Хегельманн», выйдя на поле в стартовом составе, также отличившись своими первыми результативными действиями в сезоне, оформив дубль и отдав голевую передачу. В июле 2024 года вместе с клубом отправились на квалификационные матчи Лиги конференций УЕФА, где уступили чешскому клубу «Млада-Болеслав». По итогу сезона вместе с клубом завершил чемпионат на итоговом последнем месте. На протяжении сезона выступал за клуб в роли ключевого игрока, отличившись 16 забитыми голами и 3 результативными передачами.

### «Жальгирис»
В январе 2025 года на правах свободного агента перешёл в катарский клуб «Аль-Бидда». Однако в марте 2025 года литовский «Жальгирис» выкупил футболиста у катарского клуба, с которым заключили однолетнее соглашение. Дебютировал за клуб 15 марта 2025 года в матче против клуба «Банга», выйдя на поле в стартовом составе. Дебютными забитыми голами за клуб отличился 16 апреля 2025 года в матче против клуба «Судува», оформив дубль. В матче 6 мая 2025 года против клуба «ДФК Дайнава» в рамках Кубка Литвы отличился забитым хет-триком. В июле 2025 года вместе с клубом отправился на квалификационные матчи Лиги чемпионов УЕФА, где по сумме встреч уступили мальтийскому клубу «Хамрун Спартанс». В июле 2025 года покинул литовский клуб, расторгнув контракт по соглашению сторон. За первую половину сезона футболист отличился 7 забитыми голами и голевой передачей во всех турнирах.

### «Тобол» Костанай
В июле 2025 года на правах свободного агента присоединился к казахстанскому «Тоболу», подписав контракт до конца 2026 года. Дебютировал за клуб 2 августа 2025 года в матче против «Кызыл-Жара», выйдя на замену на 79 минуте.

## Достижения
«Трансинвест»
- Обладатель Кубка Литвы: 2023
- Победитель Первой лиги: 2023

## Статистика выступлений
| Выступление      | Выступление      | Выступление      | Лига | Лига | Кубки | Кубки | Конт. кубки | Конт. кубки | Прочие | Прочие | Итого | Итого |
| Клуб             | Лига             | Сезон            | Игры | Голы | Игры  | Голы  | Игры        | Голы        | Игры   | Голы   | Игры  | Голы  |
| ---------------- | ---------------- | ---------------- | ---- | ---- | ----- | ----- | ----------- | ----------- | ------ | ------ | ----- | ----- |
| Три-Ситис        | Лига 2 ЮСЛ       | 2018             | 12   | 2    | 0     | 0     | 0           | 0           | 0      | 0      | 12    | 2     |
| Три-Ситис        | Итого            | Итого            | 12   | 2    | 0     | 0     | 0           | 0           | 0      | 0      | 12    | 2     |
| Зе Виладжес      | Лига 2 ЮСЛ       | 2019             | 12   | 0    | 2     | 0     | 0           | 0           | 0      | 0      | 14    | 0     |
| Зе Виладжес      | Итого            | Итого            | 12   | 0    | 2     | 0     | 0           | 0           | 0      | 0      | 14    | 0     |
| Бабрунгас        | Первая лига      | 2021             | 11   | 14   | 1     | 0     | 0           | 0           | 0      | 0      | 12    | 14    |
| Бабрунгас        | Итого            | Итого            | 11   | 14   | 1     | 0     | 0           | 0           | 0      | 0      | 12    | 14    |
| → Дайнава        | А лига           | 2021             | 15   | 3    | 0     | 0     | 0           | 0           | 0      | 0      | 15    | 3     |
| → Дайнава        | Первая лига      | 2021             | 10   | 7    | 2     | 1     | 0           | 0           | 0      | 0      | 12    | 8     |
| → Дайнава        | Итого            | Итого            | 25   | 10   | 2     | 1     | 0           | 0           | 0      | 0      | 27    | 11    |
| Крумовград       | Вторая лига      | 2022/23          | 9    | 0    | 0     | 0     | 0           | 0           | 0      | 0      | 9     | 0     |
| Крумовград       | Итого            | Итого            | 9    | 0    | 0     | 0     | 0           | 0           | 0      | 0      | 9     | 0     |
| Трансинвест      | Первая лига      | 2023             | 25   | 22   | 5     | 2     | 0           | 0           | 0      | 0      | 30    | 24    |
| Трансинвест      | А лига           | 2024             | 34   | 16   | 3     | 0     | 2           | 0           | 0      | 0      | 39    | 16    |
| Трансинвест      | Итого            | Итого            | 59   | 38   | 8     | 2     | 3           | 0           | 0      | 0      | 70    | 40    |
| Аль-Бидда        | Второй дивизион  | 2024/25          | 2    | 0    | 0     | 0     | 0           | 0           | 0      | 0      | 2     | 0     |
| Аль-Бидда        | Итого            | Итого            | 2    | 0    | 0     | 0     | 0           | 0           | 0      | 0      | 2     | 0     |
| Жальгирис        | А лига           | 2025             | 15   | 4    | 2     | 3     | 3           | 0           | 0      | 0      | 20    | 7     |
| Жальгирис        | Итого            | Итого            | 15   | 4    | 2     | 3     | 3           | 0           | 0      | 0      | 20    | 7     |
| Всего за карьеру | Всего за карьеру | Всего за карьеру | 145  | 61   | 15    | 6     | 5           | 0           | 0      | 0      | 165   | 67    |